# Mieszkowice (gemeente)
De gemeente Mieszkowice is een stad- en landgemeente in het Poolse district powiat Gryfiński. Aangrenzende gemeenten:
- Cedynia, Chojna, Moryń en Trzcińsko-Zdrój (powiat Gryfiński)
- Boleszkowice en Dębno (powiat Myśliborski)

In Duitsland:
- Märkisch-Oderland

Zetel van de gemeente is in de stad Mieszkowice.
De gemeente beslaat 12,8% van de totale oppervlakte van de powiat.

## Demografie
Stand op 31 december 2005:
| Omschrijving                   | Totaal | Totaal | Vrouwen | Vrouwen | Mannen | Mannen |
| ------------------------------ | ------ | ------ | ------- | ------- | ------ | ------ |
| eenheid                        | aantal | %      | aantal  | %       | aantal | %      |
| inwoners                       | 7624   | 100    | 3816    | 50,1    | 3808   | 49,9   |
| bevolkingsdichtheid (inw./km²) | 31,9   | 31,9   | 16      | 16      | 15,9   | 15,9   |

De gemeente heeft 9,1% van het aantal inwoners van de powiat. In 2002 bedroeg het gemiddelde inkomen per inwoner 1394,37 zł.

## Plaatsen
- Mieszkowice (Duits Bärwalde, stad sinds 1317)

Administratieve plaatsen (sołectwo) van de gemeente Mieszkowice:
- Czelin, Goszków, Kłosów, Kurzycko, Plany, Stare Łysogórki, Stary Błeszyn, Troszyn, Wierzchlas en Zielin.